# Ракетная пусковая установка

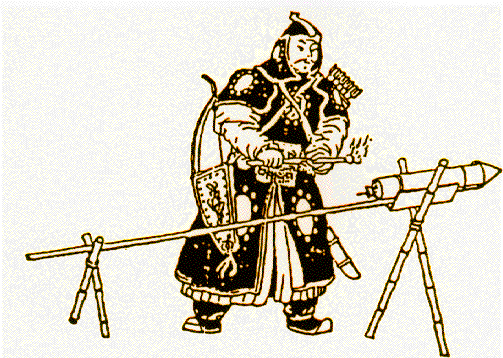
Ранняя китайская ракета с пусковой установкой.

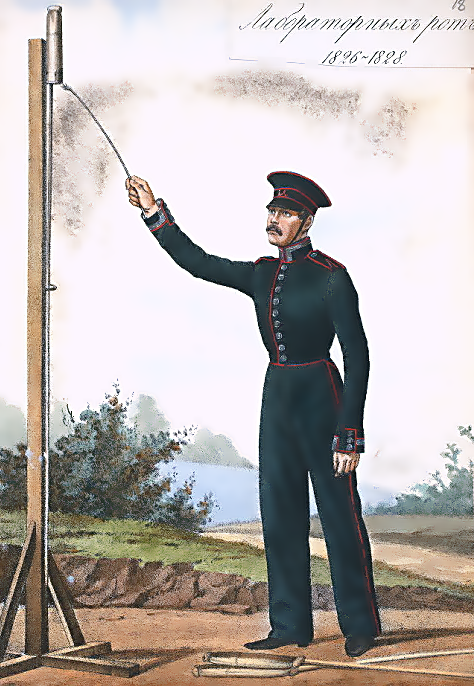
Лабораторная рота, ВС России, 1826 — 1828 годы.

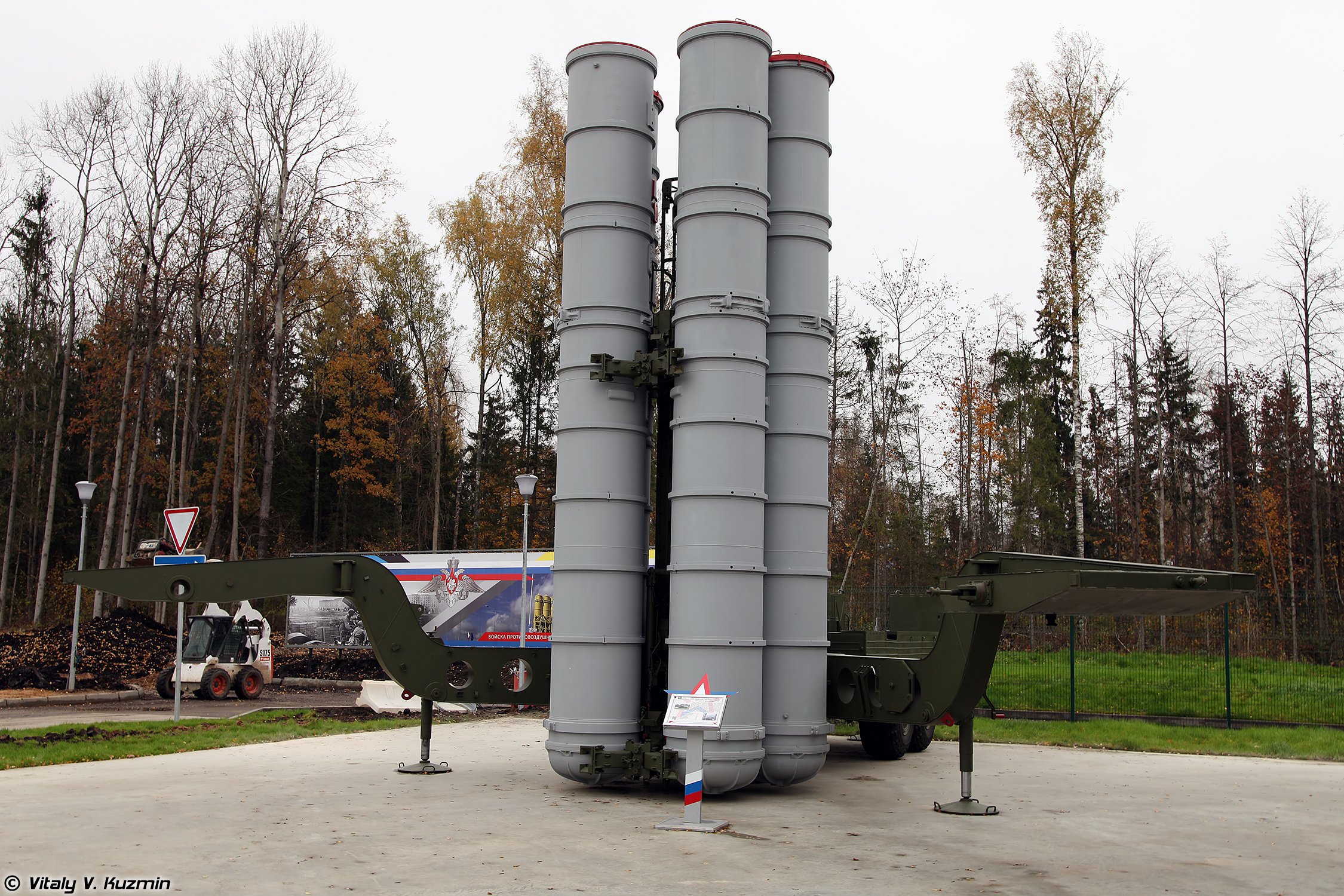
Пусковая установка зенитно-ракетного комплекса С-300

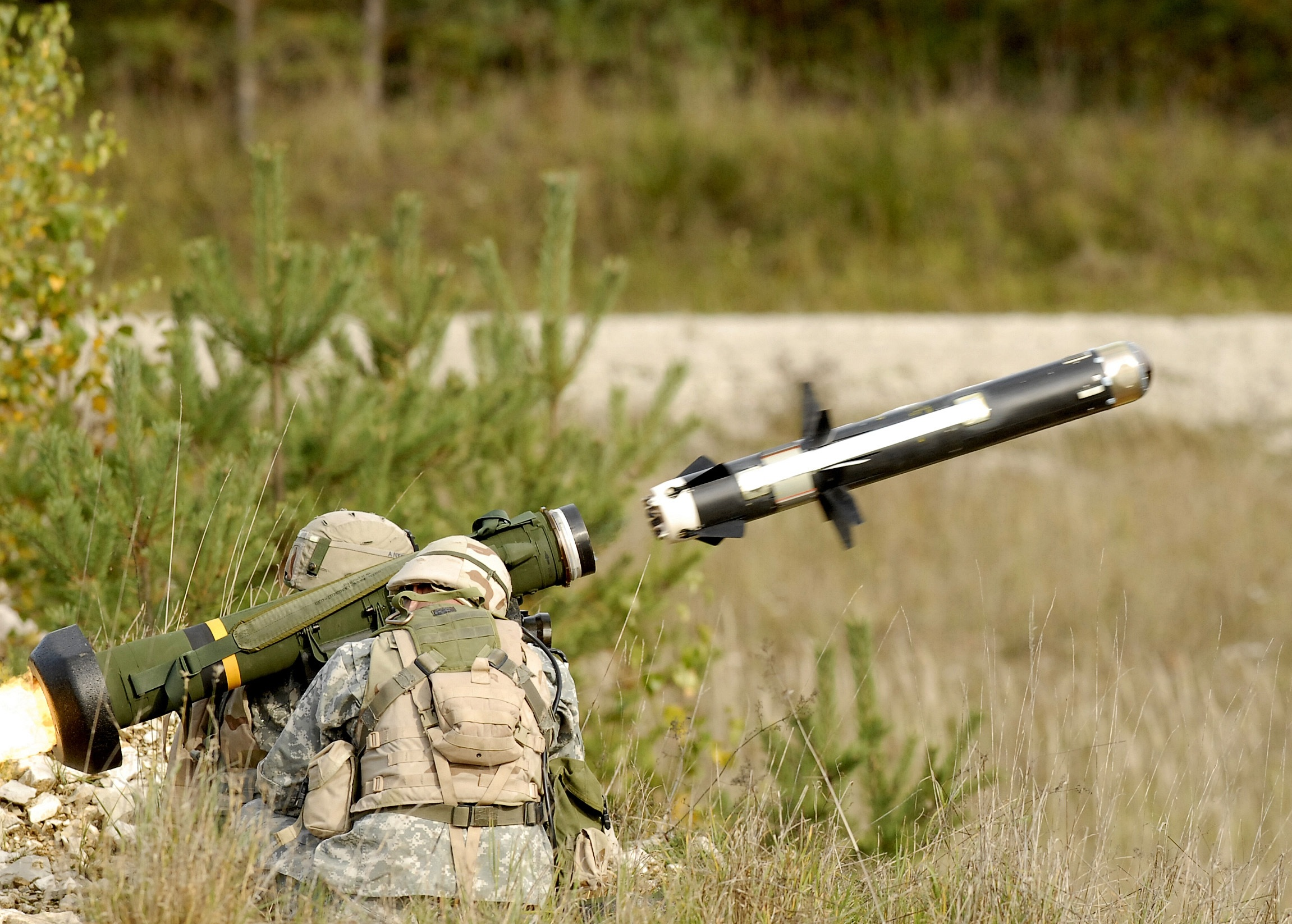
Пусковая установка противотанковой управляемой ракеты FGM-148 Javelin

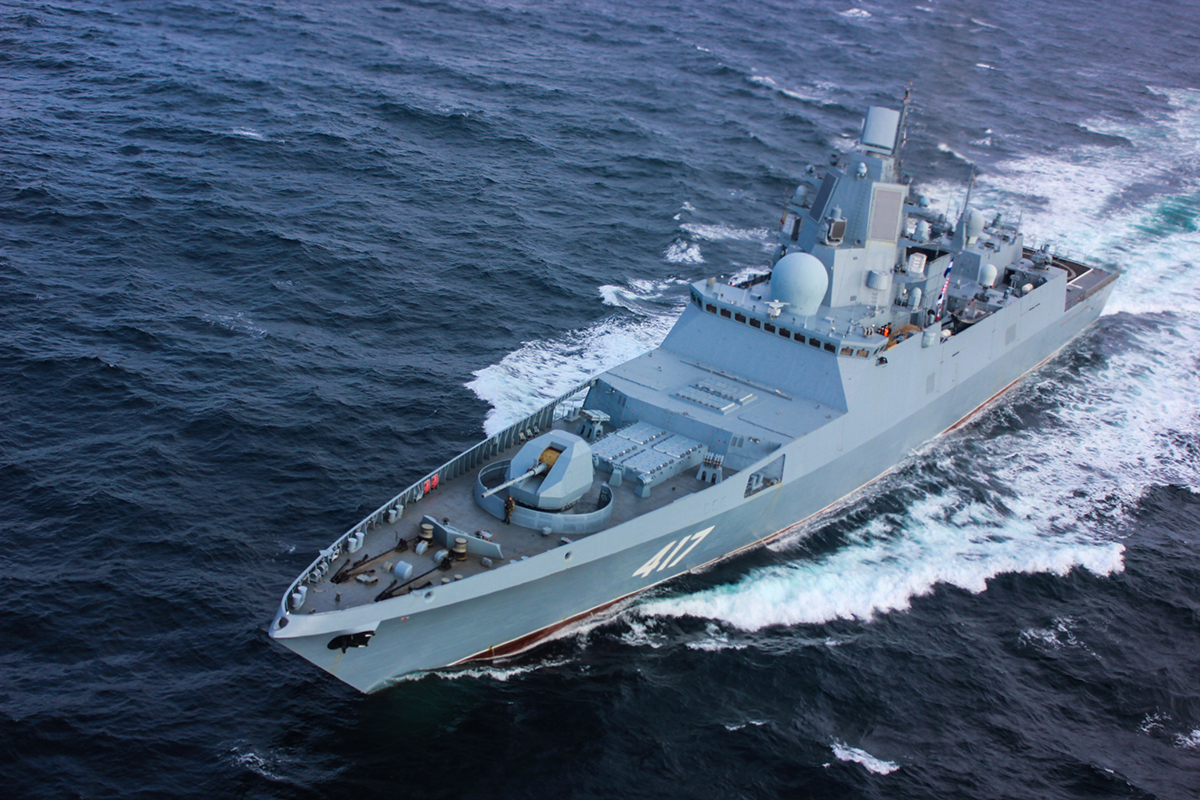
Корабельная вертикальная пусковая установка фрегата Адмирал флота Советского Союза Горшков

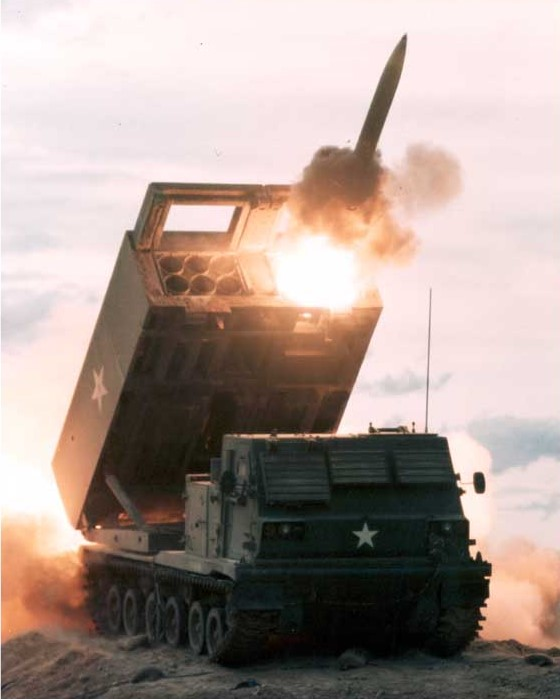
Пусковая установка реактивной системы залпового огня M270 MLRS

Ракетная пусковая установка, Пусковая установка (ПУ) — совокупность функционально связанных технических средств, специальных агрегатов и сооружений, предназначенных для размещения ракет, выполнения всех операций в процессе подготовки и проведения пусков.
Пусковая установка (ПУ) занимает центральное место в оборудовании, которое, наряду с ракетой, является второй, не менее важной, составной частью ракетного комплекса. Именно совершенствование ПУ, во многом определяющих технический облик ракетных комплексов, позволило в основном решать задачу обеспечения живучести. Существуют разнообразные технические решения данных устройств: в виде направляющих профилей, полых труб и другие.

## Общая классификация
Впервые пусковые станки (станки) в Европе, появились вместе с пороховыми ракетами в начале XVIII века. Первые пусковые устройства для вертикального пуска ракет были разработаны в СССР в 1932—1933 годах. С такого станка 17 августа 1933 года был проведён успешный пуск ракеты на жидком топливе конструкции М. К. Тихонравова.
Название устройств, применяемых для пуска ракет, могут характеризовать: направление пуска (например, пусковая установка вертикального пуска), особенности конструкции (например, контейнерная), назначение или область применения пусковой установки (например, тактическая, корабельная). Некоторые устройства получили названия: пусковой стол, пусковой станок, авиационный пусковое устройство и прочее. Иногда, под названием пусковая установка подразумеваются устройства более широкого назначения, например, шахтная пусковая установка, предназначенная для запуска ракет стратегического назначения. Автономная самоходная пусковая установка (СПУ) для пуска тактических ракет и тому подобное.
Большое количество типов ракет предопределяет и многообразие пусковых установок, общими элементами которых могут быть: основа (платформа), станок, направляющая (контейнер), механизмы горизонтального и вертикального наведения направляющей, пусковая автоматика (проверочно-пусковое электрооборудование) и прочее. В зависимости от конструкции и условий применения пусковые установки классифицируются по подвижности, типу и количеству направляющих, углу подъёма направляющей при пуске ракет, способом подзарядки.
Полустационарные ПУ являются модификациями стационарных и в необходимых случаях могут перебазироваться. Некоторые из них разбираются и перевозятся с помощью транспортных средств. Подвижные ПУ могут быть авиационными, корабельными и наземными. Авиационные пусковые устройства (АПУ) размещаются на самолётах и вертолётах. По конструктивной схеме установки данного типа бывают полозковые (реечные) и трубчатые; по месту расположения — внешние, внутренние и смешанные. Корабельные ПУ размещаются на надводных кораблях и подводных лодках. Основой для ПУ надводных кораблей служат специально оборудованные отсеки корабля или участки палуб, основой пусковых установок подводных лодок — специальные стаканы. Наземные пусковые установки делятся на грунтовые и железнодорожные. Грунтовые ПУ подразделяются на самоходные, те, что буксируются или перевозятся и переносные. Пуск ракеты с пусковой установки может осуществляться в ходе установки пусковой установки на подвижном средстве или на грунте. Переносные ПУ поэлементно переносятся на небольшие расстояния. Основанием такой ПУ служит опора (тренога). Основанием железнодорожных ПУ есть специально оборудованные платформы (вагоны).
По типу направляющей различают ПУ с направляющей «нулевой» длины и ПУ с направляющей конечной длины. Направляющая «нулевой» длины обычно создаётся в виде двух разнесённых по длине рычажных устройств и характеризуется небольшими массой и габаритами. При этом оба, или один из них, бывают поворотными, а ракета может иметь, как верхнее, так и нижнее крепление на направляющей. Направляющая конечной длины отличается более длительным механическим контактом с ракетой на начальном участке её движения и могут быть открытой или трубчатой. Открытая направляющая — рельсовый устройство, по (или под), которому с помощью узла креплений скользит ракета. Трубчатая направляющая выполняется в виде фермы или сплошной трубы с различной формой поперечных сечений, внутри которой размещается ракета. С направляющих в виде сплошной трубы наиболее распространены металлические и пластмассовые, так называемые пусковые контейнеры, они бывают открытые и глухие, однократного или многократного пользования. По количеству направляющих ПУ бывают с одной или несколькими направляющими.
По углу подъёма направляющей при пуске ракеты различают ПУ с постоянным и переменным углом подъёма. ПУ с постоянным углом подъёма направляющей обеспечивают пуск ракеты при одном или нескольких фиксированных углах. ПУ, в которых угол подъёма направляющей составляет 90 °, носят название ПУ вертикального пуска. ПУ с постоянным фиксированным или переменным наклонным углом подъёма направляющей называются ПУ пожилого пуска.
По способу заряжания ПУ бывают с автоматизированным, механизированным и ручным заряжанием направляющей (направляющих). Автоматизированное подзарядки проводится дистанционно, оно применяется обычно на корабельных ПУ и некоторых ПУ зенитных ракетных комплексов с магазинами боеготовых ракет. Механизированное заряжание осуществляется специальными кранами, установками, транспортно-заряжающего машинами и другим подъемно-перегрузочным оборудованием с участием человека и применяется практически на всех наземных пусковых установках. Ручная подзарядки при небольшой массе ракеты осуществляется силами 1 — 2 человек. В некоторых конструкциях пусковых установок их магазины заряжают вручную (или механизировано), а на направляющую ракета подаётся автоматически.

### Подвижные пусковые установки

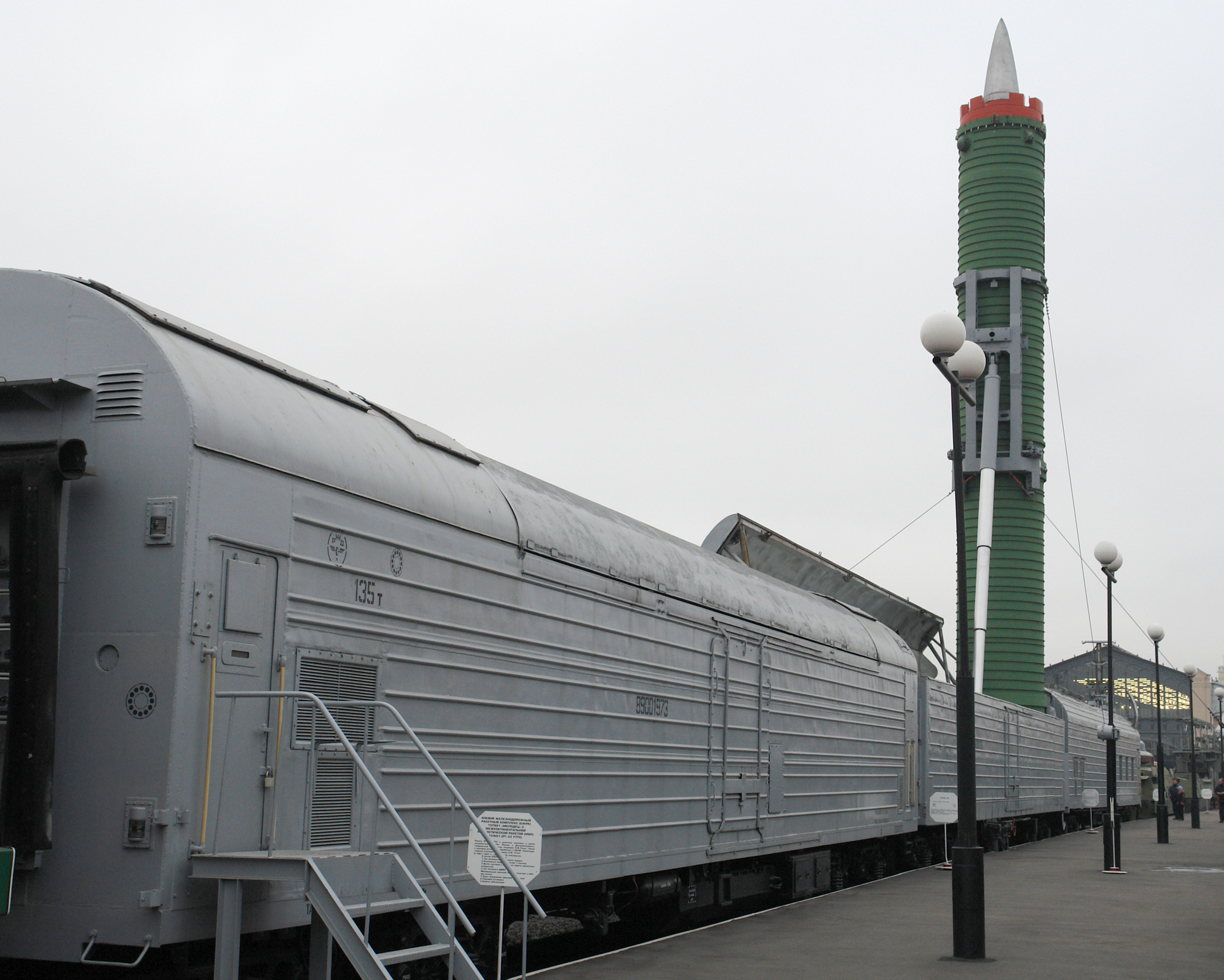
БЖРК 15П961 Молодец

### Стационарные пусковые установки
Стационарные ПУ первого поколения представляли собой наземные незащищённые групповые старты и были уязвимы для ракет, которые состояли в это время на вооружении вероятного противника. Живучесть таких стартов при воздействии ракет «Титан-2» и «Минитмен-1» зависела лишь от надёжности доставки БЧ к цели.
Следующее поколение стационарных стартов представляло защищённые шахтные пусковые установки (ШПУ) в составе групповых стартовых позиций. Крупным шагом в обеспечении живучести ракетных комплексов явилось создание одиночных шахтных пусковых установок, получивших затем в качестве названия распространённую аббревиатуру «ОС» (одиночный старт). Исходя из условия непоражения при воздействии по соседнему старту, пусковые установки располагались на определённом расстоянии одна от другой.

### Пусковые трубы
Для запуска тактических ракетных вооружений (ЗУР, ПТУР) применяются пусковые трубы, изготовленные из лёгкого высокопрочного полимерного материала (как правило, на стекловолоконной и эпоксидной основе).

## Защищённость и живучесть ПУ
Защищённость пусковых установок — способность сохранять технологические функции во время и после воздействия средств поражения противника. В качестве показателя защищённости при действии поражающих факторов ядерного взрыва обычно используют значение избыточного давления ΔРФ во фронте воздушной ударной волны на минимальном расстоянии от центра ядерного взрыва, при котором обеспечивается непоражение ПУ. 

Живучесть РЖ, как вероятность непоражения ПУ, наряду с защищённостью, определяется числом воздействующих по ней ядерных боевых блоков NББ, тротиловым эквивалентом q их заряда и точностью попадания, которая характеризуется среднеквадратичным отклонением σ точек падения от точки прицеливания:

{\displaystyle P=exp{\Bigg (}-N{\frac {K^{2}q^{\tfrac {2}{3}}}{2\sigma ^{2}}}{\Bigg )},}
где P = РЖ и N = NББ;

K = KПУ — коэффициент защищённости пусковой установки, непосредственно зависящий от ΔРФ.
Величина KПУ определяется по эмпирическим зависимостям вида KПУ = αΔРФ-β,
где α и β — эмпирические коэффициенты (α >0, β >0).
Рассматривая живучесть как функцию защищённости, можно выделить комплекс характеристик  W = NББ q⅔ /σ² (или  W′ = q⅔ /σ² — для одного боевого блока), который обычно используют в качестве основного показателя поражающих возможностей ракет.